# 無窮洞
無窮洞（むきゅうどう）とは、第二次世界大戦中に宮村国民学校（現在の佐世保市立宮小学校）の教師と児童らによって掘られた長崎県佐世保市宮地域にある防空壕。

## 概要
当時の宮村国民学校の教師と小学生によって、1943年8月から1945年8月15日にかけて掘られた防空壕である。中は幅約5ｍ、奥行き約20ｍで、生徒500人が避難できるほどの大きさである。また、避難中でも授業や生活ができるように、教団を備えた教室をはじめ、トイレや炊事場、食料倉庫や天皇の写真を拝む専用の部屋を設けていた。2002年、佐世保市制100年を記念して一般公開された。
無窮洞の無窮とは無限という意味であり、子供達の無限の夢を願って作られたという。
小学四年生以上の生徒がツルハシでほり、女子生徒がノミで整えた
岩壁に無窮洞と大きく掘られた下にある工事概要には、「本工事ハ昭和十八年八月二十九日超シ、同二十年八月十五日炊事場ヲ未完成ノママ停止セリ。作業ハ一切外部ノ労力ヲカリズ爆薬ヲ用ヒズ、職員生徒児童ノ手ヨリ、つるはし、のみ、かなづち、くわ、ヲ使用セリ。底面積凡七十坪内ヲ板張りトシ映画場ノ設備ヲモ施セリ」と書いてある。